# ادوارد دی. کریپا
ادوارد دی. کریپا (به انگلیسی: Edward D. Crippa) سناتور سابق عضو حزب جمهوری‌خواه ایالات متحده آمریکا بود. وی در سال 1954 میلادی سناتور ایالت وایومینگ در سنای ایالات متحده آمریکا بود.